# Алана Ремзи
Алана Ремзи (рођена 22. децембра 1994) је канадска параолимпијска алпска скијашица, рођена у Калгарију, Алберта. Ремзи, која је рођена са церебралном парализом услед можданог удара при рођењу, почела је да скија са 6 година. На стази Светског купа у параалпском спорту 2015/16, освојила је свој први подијум. И 2016. и 2017. године, Ремзи је проглашена за канадску параалпску атлетичарку године у скијашким тркама. Ремзи се до сада такмичила на 3 параолимпијске игре, освојила је бронзане медаље на Зимским параолимпијским играма у Пјонгчангу 2018. у супервелеслалому иу суперкомбинацији. На Зимским параолимпијским играма у Пекингу 2022. Ремзи је освојила још две бронзане медаље, у суперкомбинацији стојећи и супервелеслалом.